# Poljarnyje Sori
Poljarnyje Sori (russisch Полярные Зори) ist eine Stadt in der Oblast Murmansk (Russland) mit 15.096 Einwohnern (Stand 14. Oktober 2010).

## Geografie

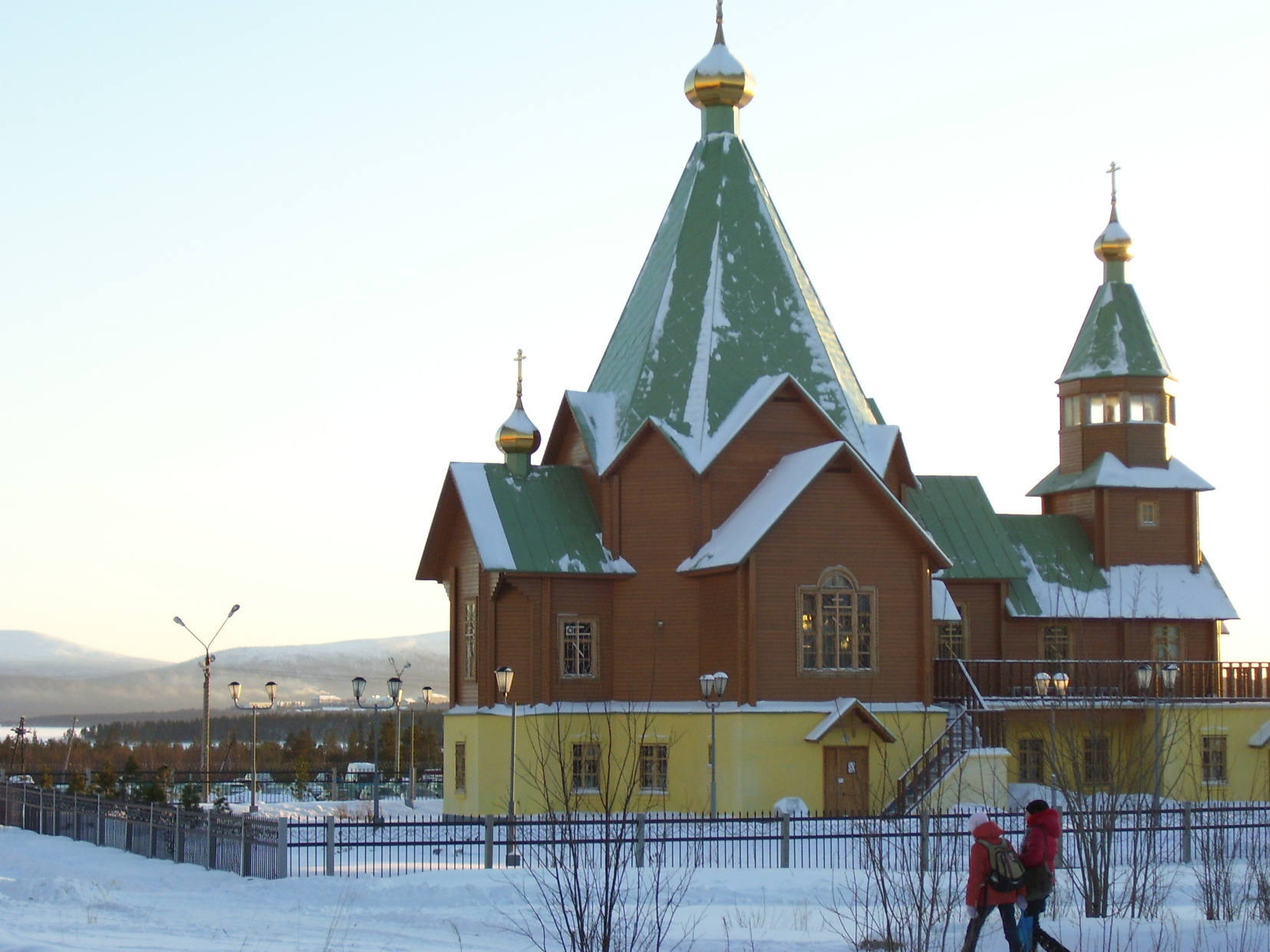
Eine Kirche in Poljarnyje Sori

Die Stadt liegt auf der Kolahalbinsel jenseits des Nördlichen Polarkreises etwa 225 km südlich der Oblasthauptstadt Murmansk entlang dem rechten Ufer des in das Weiße Meer mündenden Flusses Niwa, zwischen dem Südende des Imandrasees, dessen Abfluss sie darstellt, und dem See Pinosero.
Poljarnyje Sori ist der Oblast administrativ direkt unterstellt.
Die Stadt liegt an der 1917 eröffneten Murmanbahn, einer heute zur Oktoberbahn der RZD gehörenden Eisenbahnstrecke von Sankt Petersburg nach Murmansk (Streckenkilometer 1198).
Die Fernstraße M18 Sankt Petersburg–Seweromorsk umgeht Poljarnyje Sori westlich.

## Geschichte
Poljarnyje Sori entstand 1968 beim Bau des Kernkraftwerkes Kola als Siedlung städtischen Typs. 1991 erhielt der Ort das Stadtrecht. Der Name steht im Russischen für Polarmorgenröten (sori ist der Plural von sarja, Morgenröte).
Der heute zur Stadt gehörende Ort Afrikanda mit gleichnamiger Bahnstation am Südostufer des Imandrasees wurde bereits 1932 gegründet.

### Bevölkerungsentwicklung
| Jahr | Einwohner |
| ---- | --------- |
| 1979 | 11.409    |
| 1989 | 19.428    |
| 2002 | 15.910    |
| 2010 | 15.096    |

Anmerkung: Volkszählungsdaten

## Wirtschaft
Etwa 20 Kilometer nördlich des Stadtzentrums liegt am Westufer des Imandrasees das von Rosenergoatom betriebene Kernkraftwerk Kola. Daneben gibt es Betriebe der Bau- und der Holzwirtschaft.

## Trivia
Die Stadt Poljarnyje Sori findet Erwähnung in den Metro-Romanen des russischen Autors Dmitri Gluchowski. Darin wird die abgelegene Stadt als eine letzte Zuflucht der Menschen im Rahmen einer dystopischen Zukunftsvision beschrieben, während Überlebende eines verheerenden Atomkriegs sich in den Untergrund der Moskauer Metro geflüchtet haben. Der Chronist Homer berichtet Artjom, dem Protagonisten der beiden Romane Metro 2033 und Metro 2035, von einem Funker, der Jahre zuvor Kontakt mit Überlebenden außerhalb der U-Bahn-Tunnel gehabt haben soll. Diese hätten angegeben, in Poljarnyje Sori hätten sie Elektrizität, man könne unter freiem Himmel leben und ausreichend Nahrung anbauen, um die Bevölkerung zu ernähren. Der von seinen traumatischen Erlebnissen im Kampf gegen Menschen und Monstrositäten der verstrahlten Oberfläche gezeichnete Artjom macht sich daraufhin auf den Weg, den besagten Funker ausfindig zu machen und erneut Kontakt nach Poljarnyje Sori herzustellen. Die folgenden Ereignisse werden im Roman Metro 2035 geschildert.